# Efecte Aharonov-Bohm

Aparell d'efecte Ahanov-Bohm que mostra barrera, X; ranures S _{1} i S _{2} ; camins electrònics e_{1} i e_{2} ; bigoti magnètic, W; pantalla, P; patró d'interferència, I; densitat de flux magnètic, B (assenyalant fora de la figura); i el potencial vector magnètic, A. B és essencialment nul fora del bigoti. En alguns experiments, el bigoti es substitueix per un solenoide. Els electrons del camí 1 es desplacen respecte als electrons del camí 2 pel potencial vectorial tot i que la densitat de flux és nul·la.

L'efecte Aharonov–Bohm, de vegades anomenat efecte Ehrenberg–Siday–Aharonov–Bohm, és un fenomen de mecànica quàntica en què una partícula carregada elèctricament es veu afectada per un potencial electromagnètic ({\displaystyle \varphi }, {\displaystyle \mathbf {A} }), tot i estar confinat a una regió en què tant el camp magnètic {\displaystyle \mathbf {B} } i camp elèctric {\displaystyle \mathbf {E} } són zero. El mecanisme subjacent és l'acoblament del potencial electromagnètic amb la fase complexa de la funció d'ona d'una partícula carregada, i l'efecte Aharonov-Bohm s'il·lustra en conseqüència mitjançant experiments d'interferència.

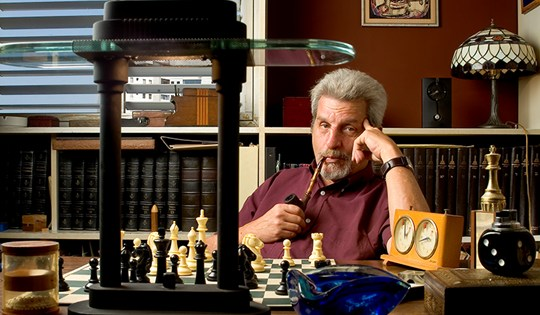
Yakir Aharónov

El cas més descrit, de vegades anomenat efecte de solenoide Aharonov-Bohm, té lloc quan la funció d'ona d'una partícula carregada que passa al voltant d'un solenoide llarg experimenta un canvi de fase com a resultat del camp magnètic tancat, tot i que el camp magnètic és insignificant en la regió per on passa la partícula i la funció d'ona de la partícula és insignificant dins del solenoide. Aquest canvi de fase s'ha observat experimentalment. També hi ha efectes magnètics Aharonov-Bohm sobre les energies lligades i les seccions transversals de dispersió, però aquests casos no s'han provat experimentalment. També es va predir un fenomen elèctric d'Aharonov-Bohm, en el qual una partícula carregada es veu afectada per regions amb diferents potencials elèctrics però camp elèctric zero, però això encara no té confirmació experimental. Es va proposar un efecte Aharonov-Bohm "molecular" separat per al moviment nuclear en regions multiconnectades, però s'ha argumentat que és un tipus diferent de fase geomètrica, ja que no és "ni no local ni topològica", depenent només de les quantitats locals al llarg del nuclear. camí.
Werner Ehrenberg (1901 – 1975) i Raymond E. Siday van predir l'efecte per primera vegada el 1949. Yakir Aharonov i David Bohm van publicar la seva anàlisi el 1959. Després de la publicació del document de 1959, Bohm va ser informat del treball d'Ehrenberg i Siday, que va ser reconegut i acreditat en el document posterior de 1961 de Bohm i Aharonov. L'efecte es va confirmar experimentalment, amb un error molt gran, mentre Bohm encara era viu. Quan l'error es va reduir a un valor respectable, Bohm havia mort.

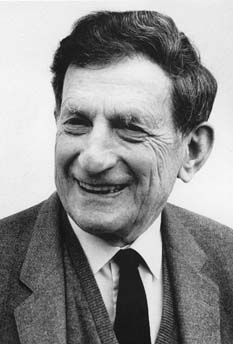
David Bohm

## Significat
Als segles XVIII i XIX, la física estava dominada per la dinàmica newtoniana, amb el seu èmfasi en les forces. Els fenòmens electromagnètics es van dilucidar mitjançant una sèrie d'experiments que implicaven la mesura de forces entre càrregues, corrents i imants en diverses configuracions. Finalment, va sorgir una descripció segons la qual les càrregues, els corrents i els imants actuaven com a fonts locals de camps de força de propagació, que després actuaven sobre altres càrregues i corrents localment mitjançant la llei de forces de Lorentz. En aquest marc, com que una de les propietats observades del camp elèctric era que era irrotacional, i una de les propietats observades del camp magnètic era que no tenia divergències, era possible expressar un camp electroestàtic com el gradient d'un escalar. potencial (per exemple, el potencial electroestàtic de Coulomb, que és matemàticament anàleg al potencial gravitatori clàssic) i un camp magnètic estacionari com a ondulació d'un potencial vectorial (aleshores un nou concepte: la idea d'un potencial escalar ja estava ben acceptada per analogia amb potencial gravitatori). El llenguatge dels potencials es va generalitzar perfectament al cas totalment dinàmic, però, com que tots els efectes físics eren describles en termes dels camps que eren els derivats dels potencials, els potencials (a diferència dels camps) no estaven determinats exclusivament per efectes físics: els potencials només es definien cap amunt. a un potencial electroestàtic constant additiu arbitrari i un potencial vector magnètic estacionari irrotacional.
L'efecte Aharov-Bohm és important conceptualment perquè té tres qüestions evidents en la reformulació de la teoria electromagnètica clàssica (de Maxwell) com a teoria gauge, que abans de l'arribada de la mecànica quàntica es podia argumentar com una reformulació matemàtica sense conseqüències físiques. Els experiments de pensament d'Aharov-Bohm i la seva realització experimental impliquen que els problemes no eren només filosòfics.
Els tres temes són:
1. si els potencials són "físics" o només una eina convenient per calcular camps de força;
2. si els principis d'actuació són fonamentals;
3. el principi de localitat.

Per raons com aquestes, la revista New Scientist va escollir l'efecte Aharonov-Bohm com una de les "set meravelles del món quàntic".
Chen-Ning Yang va considerar que l'efecte AB era només una prova experimental directa del principi gauge. La importància filosòfica és que el quatre potencial magnètic {\displaystyle (\phi ,\mathbf {A} )} sobredescriu la física, ja que tots els fenòmens observables són iguals després de realitzar una transformació gauge. Els camps de Maxwell subescriuen la física, ja que no prediuen l'efecte AB. I tal com prediu el principi gauge, les quantitats que són invariants sota les transformacions gauge són exactament els fenòmens observables físicament.

### Potencials vs. camps
En general, s'argumenta que l'efecte Aharonov-Bohm il·lustra la fisicalitat dels potencials electromagnètics, Φ i A, en mecànica quàntica. Clàssicamente era possible argumentar que només els camps electromagnètics són físics, mentre que els potencials electromagnètics són construccions purament matemàtiques, que a causa de la llibertat de mesura no són ni tan sols únics per a un camp electromagnètic determinat.
No obstant això, Vaidman ha desafiat aquesta interpretació mostrant que l'efecte Aharonov-Bohm es pot explicar sense l'ús de potencials sempre que es doni un tractament mecànic quàntic complet a les càrregues font que produeixen el camp electromagnètic. Segons aquesta visió, el potencial de la mecànica quàntica és tan físic (o no físic) com ho era clàssicament. Aharonov, Cohen i Rohrlich van respondre que l'efecte pot ser degut a un potencial de calibre local o a camps invariants de calibre no locals.
Dos articles publicats a la revista Physical Review A el 2017 han demostrat una solució mecànica quàntica per al sistema. La seva anàlisi mostra que el canvi de fase es pot veure generat pel potencial vectorial d'un solenoide que actua sobre l'electró o el potencial vectorial de l'electró que actua sobre el solenoide o els corrents d'electrons i solenoides que actuen sobre el potencial vectorial quantitzat.